# Гражданская война в Афганистане (1996—2001)
Гражда́нская война́ в Афганиста́не (1996—2001) — вооружённая борьба между сторонниками радикального исламского движения «Талибан» и отрядами моджахедов под названием «Северный альянс». Гражданская война является логическим продолжением войны, которую в течение четырёх предшествующих лет вели между собой различные подразделения и вооружённые силы моджахедов.

## Продолжение войны
Осенью «Талибан» предпринял наступление на севере от Кабула, однако Масуду при поддержке узбекских отрядов Дустума удалось отбросить противника назад к столице. Когда исламисты подошли к перевалу Саланг, Масуд устроил засаду, уничтожив 150 человек. В то же время Дустум перегородил тоннель и сдерживал атаки талибов у Саланга, а Масуд тем временем организовал контрнаступление через Чарикар и Баграм. Однако Ахмад Шах Масуд был вынужден отвести свои отряды в Панджшерское ущелье. Для того, чтобы остановить дальнейшее продвижение талибов, формирования Дустума в январе 1997 года взорвали туннель через перевал Саланг, практически полностью изолировав Север Афганистана.
Весной того же года, после традиционного зимнего затишья, активные военные действия в Афганистане шли на Западе страны, в провинции Бадгис, откуда есть единственный удобный выход к географически изолированному Северу Афганистана. Бои носили позиционный характер без явного преимущества какой-либо из сторон. Войска «Талибан» предприняли новое наступление, отбили Баграм и одновременно двинулись на север из Герата. Дустум развернул свои войска на запад, готовясь остановить талибов у Мазари-Шарифа, но его планы не осуществились.

### Двойной мятеж Абдул Малика
24 мая один из командиров Абдул-Рашида Дустума генерал Абдул Малик, командующий узбекскими формированиями движения НИДА в провинции Фарьяб, поднял восстание против него и перешел на сторону противника. Войска Малика открыли талибам западный фронт в провинциях Бадгис и Фарьяб, вынудив к капитуляции формирования, верные генералу Дустуму. Поддержку генералу Малику оказали отряды движения НИДА, контролирующие стратегически важный перевал Саланг. Это сделало возможным переброску через Саланг в город Мазари-Шариф крупного формирования талибов численностью до 3 тысяч бойцов во главе с командующим северным фронтом движения Талибан муллой Абдул Реззаком и министром иностранных дел в правительстве талибов Муллой Гоусом. Генерал Дустум вынужден был бежать из страны через территорию Узбекистана в Турцию, а 25 мая талибы вступили в Мазари-Шариф — столицу буферного государства Дустума. В тот же день Пакистан официально признал движение Талибан в качестве правительства Афганистана. Через некоторое время к Пакистану присоединились Саудовская Аравия и Объединенные Арабские Эмираты.
После потери Мазари-Шарифа и выхода талибов к узбекской границе в Афганистане осталось только два изолированных очага сопротивления — в горном Хазарджате, где защищались отряды шиитов-хазарейцев, а также в Панджшерском ущелье и в провинциях, прилегающих к Таджикистану — опорных пунктах таджиков Ахмад Шах Масуда. После того, как талибы вошли в Мазари-Шариф, они начали насаждать свои порядки, а также попытались разоружить хазарейцев. 27 мая они провели закрытые переговоры с генералом Маликом. Во второй половине этого же дня министр иностранных дел движения Талибан Мулла Гоус на пресс-конференции заявил о том, что рассматривается вопрос о создании совместных с узбекской милицией сил безопасности. Однако Абдул Малик поднял мятеж и перешел на сторону противников «Талибана». К вечеру 27 мая в Мазари-Шарифе вспыхнули боевые действия, в ходе которых узбекские формирования Малика вместе с шиитами-хазарейцами атаковали талибов.
Совместными усилиями узбекской милиции и шиитов-хазарейцев 27-28 мая группировка талибов в Мазари-Шарифе была полностью разгромлена. Главное командование движения Талибан немедленно направило на Север из Кабула новый экспедиционный отряд, численностью в 3 тыс. бойцов, который был заблокирован за перевалом Саланг отрядами Ахмад Шах Масуда. Сразу после второго мятежа генерала Малика таджикские отряды Масуда перешли в наступление на позиции талибов из Панджшерского ущелья и захватили два ключевых города на стратегически важной дороге из Кабула в Мазари-Шариф. Масуд остановился в 35 км от столицы, а хазарейцы, пробив блокаду Бамианской долины и отбросив талибов к Кабулу, тоже подошли к городу. Кроме того, несколько высокопоставленных руководителей движения Талибан попали в плен, среди которых были министр иностранных дел мулла Гоус, министр гражданской авиации Моулави Ахтер Мохаммад Мансур, командующий войсками Талибан на севере мулла Абдул Раззак, а также директор Национального банка. Всего в результате разгрома в Мазари-Шарифе в плен попало до 2 тыс. бойцов движения Талибан. По позициям движения Талибан в ходе событий в Мазари-Шарифе был нанесен весьма чувствительный удар. Талибы потеряли 6600 боевиков, понесли большие потери в боевой технике, в плен попало несколько влиятельных руководителей движения Талибан. Три тысячи пленных талибов были уничтожены Маликом. Из них 1250 задушили в контейнерах, часть бросили живьем в колодцы, закидали гранатами и засыпали бульдозером.

### Талибан набирает силу
31 мая отдельная группировка талибов, численностью до 3 тысяч человек, оказалась в окружении в северном городе Пули-Хумри. Эта группировка должна была оказать поддержку талибам в Мазари-Шарифе и попытаться сохранить плацдарм для последующего наступления на север. Отрезанная от основных сил и баз снабжения на вражеской территории, в начале июня эта группа талибов должна была быть разгромлена в течение короткого времени превосходящими силами таджиков, узбеков и хазарейцев. Однако, вытеснив противника из Пули-Хумри, антиталибская коалиция не стала его преследовать на территории провинции Баглан, выразив надежду, что полевые командиры-пуштуны в этой провинции обеспечат разоружение отряда талибов.
Однако местные пуштуны фактически отказались участвовать в боевых действиях против талибов в провинции Баглан. Местный полевой командир из партии Хекматиара Хезбе и-Ислами Башир Баглани, этнический пуштун по происхождению, был прямо обвинен представителями антиталибского альянса в поддержке талибов в контролируемой им провинции Баглан. Экспедиционный отряд талибов беспрепятственно переместился из провинции Баглан далее на север в сторону провинций Кундуз и Талукан.
В течение июня к движению Талибан присоединились многие местные полевые командиры-пуштуны, преимущественно из партий Хекматиара, Халеса и Моджадедди. Это позволило изолированному отряду талибов не только удержаться в северных провинциях страны во враждебном окружении, но и частично установить контроль над провинциями Баглан, Кундуз и Талукан. В результате под давлением талибов в союзе с отрядами части северных пуштунов свою временную столицу город Талукан в середине июня, всего через две недели после разгрома талибов на севере, был вынужден покинуть даже «президент Афганистана» Раббани, который перенес свою резиденцию в город Мазари-Шариф. В конце июня на сторону движения Талибан перешел местный полевой командир этнический пуштун Ариф Хан, который передал северный город Кундуз и большую часть провинции под контроль экспедиционного корпуса талибов.

### Успехи Северного альянса
В то же время, несмотря на всю масштабность поражения талибов на севере страны, силам антиталибской коалиции не удалось добиться стратегического перелома в войне. Летом 1997 года талибы уверенно контролировали положение на 3/4 территории Афганистана. Им удалось сохранить за собой стратегически важную провинцию Бадгис на западе от Мазари-Шарифа, где ранее проходила линия фронта, и которая попала в руки талибов в результате первого мятежа Малика. Новая линия фронта стала проходить между провинциями Бадгис и Фарьяб. В ходе наступления 20 июля отрядами антиталибской коалиции были захвачены город Чарикар и авиабаза Баграм.
В такой обстановке Масуд созвал совещание руководителей всех группировок, сражающихся против талибов, и в результате был возрожден Северный альянс, во главе которого встал Ахмад Шах Масуд. Следуя достигнутым договоренностям, 20 августа войска, лояльные Ахмад Шах Масуду, предприняли наступление на Кабул, закончившееся неудачей. На следующий день, 21 августа в авиакатастрофе в горном Хазарджате погиб вновь избранный премьер-министр «правительства Афганистана» Абдур Рахима Гафурзаи. Гибель избранного за неделю до этого премьер-министра, этнического пуштуна Гафурзаи, нанесла серьёзный удар по планам антиталибской коалиции. Тем не менее отрядам Ахмад Шах Масуда удалось развернуть активные боевые действия против талибов сразу по двум стратегическим направлениям. Наряду с активизацией усилий формирований Масуда под Кабулом его войска развернули наступление на позиции талибов в восточной провинции Кунар, где 30 августа им удалось захватить административный центр провинции город Асмар. Асмар расположен в 110 километрах от крупного южного города Джелалабад, «на единственной автостраде, соединяющей Афганистан с пакистанской провинцией Пешавар, откуда движение Талибан получает оружие и боеприпасы». Бои также шли в районе городка Дара-Нур в 40 километрах от Джелалабада. Захватив Асмар, отрядам Ахмад Шах Масуда удалось частично отрезать движение Талибан от Пакистана, нарушив основные коммуникации талибов.

## Победа Талибана близка
В июле 1998 года талибы начали новые широкомасштабные боевые действия на севере, а 12 июля двинулись на Мазари-Шариф. Была захвачена провинция Фарьяб с её столицей г. Меймене, города Файзабад и Шибарган, расположенные вдоль северной границы. В последнем находился штаб Дустума, который вновь убежал в Узбекистан. В августе пали Мазари-Шариф и Талукан (центр провинции Тахар). Войдя 8 августа в Мазари-Шариф, талибы расстреляли 8 тыс. хазарейцев-шиитов, а также убили 9 сотрудников иранского консульства, в ответ на который Иран разместил на границе с Афганистаном свою армию, встав на грань войны. Однако Иран и «Талибан» не перешли эту грань, и все обошлось мирно. 13 сентября талибы вошли в Бамиан. После взятия Мазари-Шарифа и Бамиана талибы начали массовые расстрелы узбеков и хазарейцев. В результате чего во всех районах, населенных меньшинствами, развернулась партизанская борьба против «Талибана». В конце года Масуд вновь взял Тулукан, однако вскоре ему пришлось опять оставить город после нового наступления талибов со стороны Кундуза.
Затем бойцы «Талибана» начали наступление на Хайратон (порт на реке Амударья) и Бамиан (находившийся в руках хазарейцев), на провинции Парван и Бадахшан (которые частично контролировались А. Ш. Масудом). 13 сентября талибы захватили Бамиан. Контрнаступление бывшего министра обороны на Кабул оказалось неудачным, хотя войска Северного альянса подошли к столице на 10 км. В руках талибов был весь север страны за исключением части провинции Бадахшан. К концу года под контролем Талибана оказалось 90 % территории Афганистана, Северный альянс контролировал одну провинцию. Были взяты основные базы хазарейцев-шиитов, которые, правда, продолжали партизанские бои. Наиболее боеспособной частью Северного альянса остались части последнего наиболее авторитетного лидера сопротивления А. Ш. Масуда, который, несмотря на разгром практически всех крупных своих союзников, упорно продолжал контролировать долину Панджшера, Баграм и Саланг и сохранил свою ударную силу, большую часть техники и авиации. В июле 1999 г. талибы вновь начали военные действия против войск А. Ш. Масуда.

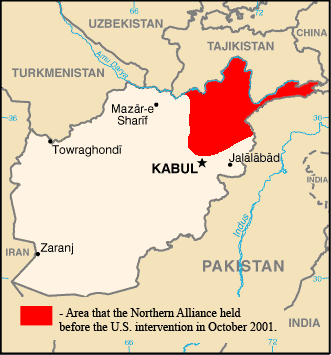
Красным цветом отмечены территории, подконтрольные Северному альянсу перед вторжением НАТО в 2001 году

В том же месяце начались переговоры между противоборствующими сторонами в рамках группы «6+2». Группа была создана в 1998 году и включала в себя шесть приграничных с Афганистаном стран, а также Россию и США. Переговоры проходили в Ташкенте. Однако в начале августа талибы внезапно перешли в наступление на позиции Ахмад Шах Масуда около Кабула и захватили авиабазу Баграм в двадцати километрах к северу от столицы. В ходе дальнейшего наступления талибы подошли к входу в Панджшерское ущелье. Им предстояла тяжелая задача — взять Панджшерское ущелье, откуда Масуда так и не смогли выбить даже советские войска. Пока талибы пытались пробиться в Панджшер, Масуд нанес ответный удар на юго-востоке страны в провинции Лагман, где его отрядам удалось перерезать единственную шоссейную дорогу, связывающую Афганистан с Пакистаном. Стали появляться сообщения, что отряды Масуда перешли в контрнаступление на кабульском направлении и тяжелые бои идут в районе авиабазы Баграм.

## 1999 год
Ахмад Шах Масуд начинает тесно сотрудничать с ЦРУ.

## Осень 2001 года
Двое человек, бравших интервью у Масуда, оказались террористами. От полученных ран Масуд скончался 9 сентября 2001 года. После атаки 11 сентября правительство США потребовало у Талибана Усаму бен Ладена. После получения отказа, 7 октября 2001 года началась наземная операция войск США и их союзников.